# Pecluma choquetangensis
Pecluma choquetangensis är en stensöteväxtart som först beskrevs av Eduard Rosenstock, och fick sitt nu gällande namn av Michael Greene Price. Pecluma choquetangensis ingår i släktet Pecluma och familjen Polypodiaceae. Inga underarter finns listade.